# د. جاي فيتزباتريك
د. جاي فيتزباتريك (بالإنجليزية: D. J. Fitzpatrick)‏ هو لاعب كرة قدم أمريكية أمريكي، ولد في 15 نوفمبر 1982 في غرينغر (إنديانا) في الولايات المتحدة.

## وصلات خارجية
- د. جاي فيتزباتريك على موقع JustSportsStats.com (الإنجليزية)